# Mellom-Nes
Mellom-Nes este o localitate din comuna Asker, provincia Akershus, Norvegia.